# Fédération polonaise de basket-ball
La Fédération polonaise de basket-ball ou PZKosz, (Polski Związek Koszykówki en polonais) est une association, fondée en 1928, chargée d'organiser, de diriger et de développer le basket-ball en Pologne.
La PZKosz représente le basket-ball auprès des pouvoirs publics ainsi qu'auprès des organismes sportifs nationaux et internationaux et, à ce titre, la Pologne dans les compétitions internationales. Elle défend également les intérêts moraux et matériels du basket-ball polonais. Elle est affiliée à la FIBA depuis 1934, ainsi qu'à la FIBA Europe.